# Hứa Giai Kỳ
Hứa Giai Kỳ (sinh ngày 27 tháng 8 năm 1995) là nữ ca sĩ thần tượng, vũ công và diễn viên tại Trung Quốc đại lục. Cô là một trong những thành viên của nhóm nhạc thần tượng Trung Quốc SNH48, thuộc Team SII. Ngày 14 tháng 10 năm 2012, tại buổi họp báo công bố thành viên thế hệ thứ nhất của SNH48, cô chính thức trở thành thành viên thế hệ thứ nhất của SNH48. Ngày 12 tháng 1 năm 2013, cô chính thức được ra mắt tại buổi công diễn "Give Me Power!". Cô đồng thời cũng là thành viên của Style-7 và 7SENSES (một nhóm nhỏ theo hướng quốc tế hóa của SNH48). Cô cũng là thành viên của nhóm nhạc The Nine được ra mắt vào ngày 30/5/2020.

## Sự nghiệp

### Trước khi debut
Hứa Giai Kỳ từng tham gia cuộc thi tuyển chọn thực tập sinh của SM và đã được nhận, gửi hồ sơ về nhà. Sau đấy xét thấy nếu mình bỏ đi Hàn thực tập thì mẹ sẽ phải ở lại một mình, không ai chăm sóc. Nên cô đã quyết định bỏ qua cơ hội vào SM, ở lại Trung Quốc.

### Năm 2012
Ngày 14 tháng 10 năm 2012, thông qua tuyển chọn thế hệ thứ nhất của SNH48, cô trở thành một trong 26 thí sinh đủ tiêu chuẩn tham gia vào nhóm.

### Năm 2013
Ngày 12 tháng 1, tham gia SNH48 "GiveMePower!", thế hệ thứ nhất chính thức debut .
Ngày 21 tháng 1, tham gia ca khúc hợp ca cùng các thành viên SNH48 Team SII "Ca Khúc 16 Tỷ Muội" .
Ngày 22 tháng 4, tham gia MV "River".
Ngày 13 tháng 6, phát hành EP "Heavy Rotation", album đặc biệt SNH48 Special Style bao gồm phong cách đẹp trai và đáng yêu xen lẫn nhau.
Ngày 2 tháng 8, phát hành EP thứ hai "Flying Get".
Ngày 11 tháng 11, tham dự nghi thức trao cờ thành lập SNH48 Team SII, trở thành một trong những thành viên của SNH48 Team SII.
Ngày 16 tháng 11, tham gia concert "Một năm này, SNH48 chúng ta cùng theo đuổi".
Ngày 6 tháng 12, tham gia Âm Nhạc Phong Vân Bảng Lần Thứ 6, đạt được giải thưởng của nhóm "Nhóm Nhạc Có Tiềm Năng Nhất".
Cùng tham gia diễn phim điện ảnh "Giấc Mơ Thực Tập Sinh" cũng là bộ phim đầu tiên Hứa Giai Kỳ tham gia.
Ngày 31 tháng 12, tham gia Đêm nhạc giao thừa trên Đông Phương Vệ Thị , biểu diễn ca khúc "Fortune Cookie Of Love".

### Năm 2014
Ngày 18 tháng 1, tham gia concert "Đỏ Trắng Quyết Đấu" của SNH48 tại Shanghai Grand Stage sau một năm tròn debut.
Ngày 30 tháng 3, tham gia Đông Phương Phong Vân Bảng Lần Thứ 21, đạt được giải thưởng nhóm "Nhóm Tân Binh".
Ngày 15 tháng 4, tham gia Âm Duyệt V Bảng Nội Địa Lần Thứ 2, đạt được giải thưởng nhóm "Tân Binh Xuất Sắc Nhất".
Ngày 18 tháng 6, tham gia MV "Kẻ Khai Thác".
Ngày 4 tháng 7, tham gia chương trình giải trí "SNHello Học Viện Minh Tinh".
Ngày 26 tháng 7, tham gia concert Tổng Tuyển Cử Hàng Năm Lần Thứ nhất SNH48 "Một Lòng Tiến Bước", đạt được vị trí thứ 8.
Tháng 10, quay MV "UZA" tại Hàn Quốc.

### Năm 2015
Ngày 15 tháng 1, tham gia EP tròn hai năm debut  "Ước Hẹn Thanh Xuân", tại trong MV  "Ước Hẹn Thanh Xuân", tập thể thành viên quay tạo hình nam trang.
Ngày 31 tháng 1, tham gia concert  SNH48 Giải thưởng Kim khúc Hàng Năm Lần Thứ nhất.
Ngày 17 tháng 2, tham gia tiết mục cuối năm của An Hy Vệ Thị  và  Giang Tô Vệ Thị.
Ngày 17 tháng 3, tại Đảo Saipan quay MV "Manatsu No Sounds Good".
Ngày 30 tháng 3, tham gia  Đông Phương Phong Vân Bảng Lần Thứ 22, đạt được giải thưởng của nhóm "Nghệ Sĩ Nội Địa Xuất Sắc".
Ngày 13 tháng 4, tham gia Âm Nhạc Phong Vân Bảng Lần Thứ 15, đạt được giải thưởng nhóm "Nhóm Nhạc Tân Binh Tiềm Năng Nhất".
Ngày 25 tháng 7, tham gia concert Tổng Tuyển Cử Hàng Năm Lần Thứ Hai SNH48 "Giấc Mơ Bay Cao", đạt được vị trí 20, sau đó đi đến Hải Nam tham gia quay MV "Tạm Biệt Mùa Hè".
Ngày 28 tháng 7, tham gia chương trình giải trí mạng "Running Mei".
Ngày 31 tháng 10, tại SNH48 Fashion Style 7 lần thứ nhất đạt được hạng 1, đồng thời gia nhập nhóm nhỏ thứ hai về thời trang của SNH48 "Style-7".
Ngày 26 tháng 12, tham gia concert SNH48 Giải thưởng Kim khúc Hàng Năm Lần Thứ Hai.

### Năm 2016
Tháng 1, tham gia chương trình thực tế dưỡng thành thần tượng quốc dân của Youku Tudou "Quốc Dân Mỹ Thiếu Nữ".
Ngày 2 tháng 4, tại chung kết "Quốc Dân Mỹ Thiếu Nữ" đạt được giải thưởng "Vũ Lâm Chí Tôn".
Ngày 30 tháng 7, tham gia concert Tổng Tuyển Cử Hàng Năm Lần Thứ Ba SNH48 "Sát Cánh Cùng Bay", đạt được vị trí 11.
Ngày 23 tháng 9, tham gia MV "Áo Choàng Công Chúa".
Ngày 5 tháng 11, tại SNH48 Fashion Style 7 lần thứ hai đạt được hạng 1.
Ngày 22 tháng 12, tham gia MV "Thời Khắc Năm Mới".
Ngày 24 tháng 10, tham gia phim truyền hình "Nghịch Tập Chi Tinh Đồ Thôi Xán", tại trong phim diễn nhân vật Tống Giai Ny.

### Năm 2017
Ngày 7 tháng 4, debut với tư cách thành viên 7SENSES , nhóm nhỏ của SNH48 đồng thời phát hành EP cùng tên đầu tiên, "7SENSES".
Ngày 29 tháng 7, tham gia concert Tổng Tuyển Cử Hàng Năm Lần Thứ Tư SNH48 "Trái tim bay lượn", đạt được vị trí thứ 10.
Ngày 10 tháng 7, tham gia lễ khai máy phim truyền hình " Vân Tịch Truyện " , đảm nhận nhân vật Sở Thanh Ca.
Ngày 16 tháng 11, cùng 7SENSES tham dự lễ trao giải Asia Artist Awards 2017 và đạt được giải thưởng "AAA Best Star Award". Và vì Hứa Giai Kỳ xuất hiện với chiếc áo ngủ nên nhanh chóng lên hot search của Hàn Quốc.
Ngày 18 tháng 11, tại SNH48 Fashion Style 7 lần thứ ba đạt được hạng 2.

### Năm 2018
Ngày 30 tháng 8 , cùng 7SENSES tham dự lễ trao giải Soribada Awards 2018 và đạt được giải thưởng "Overseas Entertainer Award" .
Ngày 28 tháng 7 , tham gia concert Tổng Tuyển Cử Hàng Năm Lần Thứ Năm SNH48 "Chỉ Lệ Tiền Hành" , đạt được vị trí thứ 7 .

### Năm 2019
Ngày 27 tháng 7 , tham gia concert Tổng Tuyển Cử Hàng Năm Lần Thứ Sáu SNH48 "Hành Trình Mới" , đạt được vị trí thứ 7 .
Ngày 11 tháng 9 , tham gia lễ khai máy phim Như ý phương phi , đảm nhận vai phụ là Phó Tuyên.
Ngày 31 tháng 12 , tham gia chương trình Youth With You 2 ( Thanh Xuân Có Bạn 2 )  - chương trình sống còn đào tạo các thực tập sinh để chọn ra một nhóm nhạc nữ X.

### Năm 2020
Ngày 30 tháng 5 , đêm chung kết chương trình Youth With You 2 ( Thanh Xuân Có Bạn 2 ) đã đạt No3 và debut cùng nhóm nhạc The9.
Ngày 3/10, dự lễ tốt nghiệp Gen1 vs SNH48 Team SII mới cùng với Đới Manh, Mạc Hàn, Ngô Triết Hàm, Tiền Bội Đình, Khổng Tiếu Ngâm, Trương Ngữ Cách,.....

## Phim

### Điện ảnh & Truyền hình
| Năm        | Phim                                   | Tên tiếng Trung | Vai              | Ghi chú   |
| ---------- | -------------------------------------- | --------------- | ---------------- | --------- |
| 9-6-2017   | Nghịch tập chi tinh đồ thôi xán        | 逆袭之星途璀璨  | Tống Giai Ny     |           |
|            | Tôi yêu người mèo                      | 我爱喵星人      | Vivian           | Vai phụ   |
| 25-6-2018  | Vân Tịch Truyện                        | 芸汐传          | Sở Thanh Ca      | Vai phụ   |
| 2018       | Manh Muội Đặc Công Đội                 |                 | Tiểu Số          |           |
| 2020       | Như Ý Phương Phi                       | 如意芳霏        | Phó Tuyên        | Vai phụ   |
| 19/12/2021 | Thanh Phong Lãng Nguyệt Hoa Chính Khai | 清风朗月花正开  | Trần Lãng Nguyệt | Vai chính |
| Chưa chiếu | Huyễn Nhạc Sâm Lâm                     |                 | Tô Nhược Phi     | Vai chính |

## Âm nhạc

#### MV
| Tên                     | Ngày phát hành |
| ----------------------- | -------------- |
| Heavy Rotation (bản đỏ) | 22 - 06 - 2013 |
| Flying Get              | 02 - 08 - 2013 |
| Fortune Cookie of Love  | 25 - 11 - 2013 |
| Heart Electric          | 12 - 03 - 2014 |
| Một lòng tiến bước      | 10 - 05 - 2014 |
| UZA                     | 12 - 10 - 2014 |
| Manatsu no Sounds Good! | 15 - 05 - 2015 |
| River                   | 06 - 07 - 2015 |
| Duyên Tận Thế Gian      | 20 - 07 - 2015 |
| Áo choàng công chúa     | 12 - 10 - 2016 |
| Thời khắc năm mới       | 12 - 12 - 2016 |
| Girl Crush              | 07 - 04 - 2017 |
| 7SENSES                 | 26 - 04 - 2017 |
| Bình Minh Ở Napoli      | 18 - 10 - 2017 |
| Like A Diamond          | 05 - 12 - 2017 |
| KiKi's secret           | 20 - 04 - 2018 |
| Quy Luật Rừng Xanh      | 17 - 05 - 2018 |
| Áng Thơ Ma Nữ           | 19 - 10 - 2018 |
| New Plan                | 20 - 12 - 2019 |
| Khúc Ca Thời Gian       | 21 - 09 - 2019 |
| Stand by me             | 27 - 08 - 2020 |

### Cover Album
| Năm  | Ngày    | Tên                |
| ---- | ------- | ------------------ |
| 2014 | 10 - 05 | Một Lòng Tiến Bước |

### Concert
| Năm  | Ngày  | Tên                                                          | Địa điểm                                                  | Bài hát                                                                                   | Ghi chú |
| ---- | ----- | ------------------------------------------------------------ | --------------------------------------------------------- | ----------------------------------------------------------------------------------------- | --- |
| 2013 | 25-5  | SNH48 Tinh Hoa Vì Bạn Nở Rộ (Blooming For You)               | Đại sân khấu Thượng Hải                                   |                                                                                           | |
| 2013 | 16-11 | Một năm này, SNH48 chúng ta cùng theo đuổi                   | Trung tâm thể thao diễn nghệ quốc tế Quảng Châu           | - Yêu lại từ đầu - Coolgirl - Kaiyuugo no Capacity - Tiếng Chuông Cuối Cùng Ngân Lên      | - Với Lý Vũ Kỳ, Mạc Hàn, Trần Quan Tuệ. - SNH48 Team SII - SNH48 Team SII - SNH48 Team SII                   |
| 2014 | 18-1  | Red and White Debut Concert                                  | Đại sân khấu Thượng Hải                                   | - Stormy Night                                                                            | - Với Đới Manh , Trần Tư , Ôn Tinh Tiệp .                                                                    |
| 2014 | 26-7  | SNH48 Tổng Tuyển Cử Hàng Năm Lần Thứ Nhất                    | Trung tâm Thể thao Quốc tế Thượng Hải                     | - Nếu Như Anh Ôm Em                                                                       | - Với Khổng Tiếu Ngâm , Đới Manh                                                                             |
| 2015 | 31-1  | SNH48 Kim Khúc Đại Thưởng B30 Lần Thứ 1 REQUEST TIME BEST 30 | Đại sân khấu Thượng Hải                                   | - Virus Hình Trái Tim - Đêm Không Ngủ - Duyên Tận Thế Gian                                | - Với Ôn Tinh Tiệp, Từ Tử Hiên - Với Mạc Hàn, Lý Vũ Kỳ - Với Triệu Gia Mẫn, Cúc Tịnh Y                       |
| 2015 | 25-7  | SNH48 Tổng Tuyển Cử Hàng Năm Lần Thứ Hai                     | Trung tâm văn hóa Mercedes-Benz Thượng Hải                | - Nếu Như Anh Ôm Em                                                                       | - Với Khổng Tiếu Ngâm , Đới Manh                                                                             |
| 2015 | 26-12 | SNH48 Kim Khúc Đại Thưởng B30 Lần Thứ 2 REQUEST TIME BEST 30 | Trung tâm Thể dục Thể thao Quốc tế Trường Ninh Thượng Hải | - Chủ nghĩa thơ ngây - Lục Quang                                                          | - Với Viên Vũ Trinh, Từ Hàm - SNH48 Team SII                                                                 |
| 2016 | 30-7  | SNH48 Tổng Tuyển Cử Hàng Năm Lần Thứ Ba                      | Trung tâm văn hóa Mercedes-Benz Thượng Hải                |                                                                                           | |
| 2017 | 7-1   | SNH48 Kim Khúc Đại Thưởng B50 Lần Thứ 3 REQUEST TIME BEST 50 | Trung tâm Thể dục Thể thao Quốc tế Trường Ninh Thượng Hải | - 48 Bí Mật - Trào Lưu Quán Quân - Sân Khấu Của Tôi - Con đường rực lửa - Kỳ tích vụt mất | - SNH48 Team SII - SNH48 Team SII - SNH48 Team SII - Với Lưu Cảnh Nhiên - Với Lưu Cảnh Nhiên, Thanh Ngọc Văn |
| 2017 | 29-7  | SNH48 Tổng Tuyển Cử Hàng Năm Lần Thứ Bốn                     | Trung tâm văn hóa Mercedes-Benz Thượng Hải                | - Áo Choàng Công Chúa - Vùng 48 - Moonlight - Monster                                     | - Top 16 - SNH48 Team SII - 7SENSES - Với Trương Ngữ Cách, Vạn Lệ Na, Lưu Cảnh Nhiên, Trương Đan Tam         |
| 2018 | 3-2   | SNH48 Kim Khúc Đại Thưởng B50 Lần Thứ 4 REQUEST TIME BEST 50 | Trung tâm văn hóa Mercedes-Benz Thượng Hải                | - Dạ Điệp - Chiến Ca                                                                      | - Với Ngô Triết Hàm - SNH48 Team SII                                                                         |
| 2018 | 28 -7 | SNH48 Tổng Tuyển Cử Hàng Năm Lần Thứ Năm                     | Trung tâm văn hóa Mercedes-Benz Thượng Hải                | - Bình Minh Ở Napoli - Hắc Miêu Dạ Hành - I Wanna Play                                    | - Top 16 - Với Lục Đình , Khổng Tiếu Ngâm - Với 7SENSES                                                      |
| 2019 | 19-1  | SNH48 Kim Khúc Đại Thưởng B50 Lần Thứ 5 REQUEST TIME BEST 50 | Trung tâm thể thao diễn nghệ quốc tế Quảng Châu           | - Don't Touch - Spy                                                                       | - Với Ngô Triết Hàm                                                                                          |
| 2019 | 27-7  | SNH48 Tổng Tuyển Cử Hàng Năm Lần Thứ Sáu                     | Trung tâm văn hóa Mercedes-Benz Thượng Hải                | - Áng Thơ Ma Nữ - Lời Tiên Tri - 7 O'clock - Trụ Cột                                      | - Top 16 - SNH48 Team SII - 7SENSES - Với SNH48 Gen 1                                                        |
| 2019 | 21-12 | SNH48 Kim Khúc Đại Thưởng B50 Lần Thứ 6 REQUEST TIME BEST 50 | Trung tâm thể thao diễn nghệ quốc tế Quảng Châu           | - Kỷ Nguyên Phế Tích - Sự Dịu Dàng Của Medusa - Toạ Độ 121E 31N                           | - Với Ngô Triết Hàm - SNH48 Team SII                                                                         |

## Hoạt động khác

### Chương trình giải trí
| Năm  | Ngày          | Kênh             | Chương trình                           | Ghi chú                                               |
| ---- | ------------- | ---------------- | -------------------------------------- | ----------------------------------------------------- |
| 2013 | 30/01         | GTV              | 100% Entertainment                     |                                                       |
| 2013 | 19/02         | Vệ thị Trung văn | Gossip Queen                           |                                                       |
| 2013 | 21/07         | SMG              | The Star Live                          |                                                       |
| 2013 | 24/08         | Hồ Nam TV        | Ngày ngày tiến lên                     |                                                       |
| 2013 | 20/10         | Đông Phương TV   | Tonight 80's Talk Show                 |                                                       |
| 2013 | 15/12 - 02/02 | Đông Phương TV   | China's Got Talent                     |                                                       |
| 2015 | 02/06         | Hồ Nam TV        | Tôi là đại mỹ nhân                     |                                                       |
| 2015 | 18/02         | CCTV-1           | Dream Star Partner                     | Team SII cùng với Phoenix Legend                      |
| 2015 | 30/05         | CCTV-15          | Âm nhạc Hoa ngữ Toàn cầu               |                                                       |
| 2015 | 28/12 - 05/01 | Letv, Tencent    | Cùng đồ mạch lộ                        |                                                       |
| 2016 | 10/01 - 04/04 | Tudou, Youku     | Quốc dân mỹ thiếu nữ                   |                                                       |
| 2016 | 02/07         | Hồ Nam TV        | Happy Camp                             | Với SNH48, BEJ8, GNZ48                                |
| 2016 | 10/09         | Hồ Nam TV        | Happy Camp                             | Với Top 16                                            |
| 2016 | 18/09         | Đông Phương TV   | Nhật ký thời trang vòng quanh thế giới | Với Ngô Triết Hàm                                     |
| 2016 | 05/10         | CCTV-3           | Đại tiệc Tướng thanh Kim Thu           |                                                       |
| 2016 | 17/12         | CCTV-3           | Push The Button                        |                                                       |
| 2017 | 25/05 - 08/06 | App Mogujie      | Cách thức tiến hành Idol               | Với 7SENSES                                           |
| 2017 | 08/07         | Hồ Nam TV        | Happy Camp                             | Kỷ niệm Happy Camp tròn 20 năm, với SNH48             |
| 2020 | 29-02         | Hồ Nam TV        | Happy Camp                             | Với các thực tập sinh lớp A của "Thanh xuân có bạn 2" |
| 2020 | 19-09         | Hồ Nam TV        | Happy Camp                             | Với THE9                                              |

### Tạp chí
| Năm  | Tháng    | Tên tạp chí          | Ghi chú                                                                                            |
| ---- | -------- | -------------------- | -------------------------------------------------------------------------------------------------- |
| 2012 | Tháng 12 | Scawaii!             | Trần Quan Tuệ, Khổng Tiếu Ngâm, Ngô Triết Hàm, Thang Mẫn, Triệu Gia Mẫn, Khâu Hân Di, Từ Thần Thần |
| 2013 | Tháng 5  | Board Games Magazine | Ngô Triết Hàm, Trương Ngữ Cách                                                                     |
| 2014 | Tháng 2  | Men's Joker          | Mạc Hàn, Khổng Tiếu Ngâm, Triệu Gia Mẫn, Khâu Hân Di, Lý Vũ Kỳ                                     |
| 2014 | Tháng 6  | Easy Magazine        | Ngô Triết Hàm, Đới Manh, Vạn Lệ Na, Tằng Diễm Phân, Dịch Gia Ái                                    |
| 2015 | Tháng 6  | For Him Magazine     | Mạc Hàn, Ngô Triết Hàm, Hoàng Đình Đình, Triệu Việt, Trương Ngữ Cách, Cung Thi Kỳ, Khổng Tiếu Ngâm |
| 2015 | Tháng 6  | Easy Magazine        | Lý Nghệ Đồng, Hoàng Đình Đình, Khổng Tiếu Ngâm, Mạc Hàn, Dịch Gia Ái, Cung Thi Kỳ, Tằng Diễm Phân  |
| 2016 | Tháng 6  | Mina                 | Khổng Tiếu Ngâm, Cung Thi Kỳ                                                                       |
| 2016 | Tháng 9  | Harper's Bazaar      | Trần Di Hinh, Đới Manh, Tưởng Vân, Ngô Triết Hàm                                                   |
| 2016 | Tháng 10 | Mina x 3ZU           | Khâu Hân Di, Tưởng Vân, Từ Tử Hiên                                                                 |
| 2016 | Tháng 11 | Mina                 | Đới Manh, Tôn Nhuế, Hoàng Đình Đình                                                                |
| 2017 | Tháng 2  | Mina                 | |
| 2017 | Tháng 3  | Marie Clarie         | Hoàng Đình Đình, Lý Nghệ Đồng, Triệu Việt, Lâm Tư Ý                                                |

### Đại diện cá nhân
Không có